# Фон-дер-Флаасс, Дмитрий Германович
Дмитрий Германович Фон-дер-Флаасс (8 сентября 1962 — 10 июня 2010) — российский математик и педагог, кандидат физико-математических наук, старший научный сотрудник Института математики СО РАН, специалист по комбинаторике, популяризатор математики, автор олимпиадных математических задач, член жюри мночисленных математических олимпиад. Обладатель числа Эрдёша, равного 1.

## Биография

### Ранние годы
Д. Г. Фон-дер-Флаасс родился в г. Краснокамске Пермского края 8 сентября 1962 года в семье доктора геолого-минералогических наук, профессора Германа Сергеевича Фон-дер-Флаасса. Родословная Фон-дер-Флаасса происходит от офицера армии Наполеона, голландца по происхождению, попавшего в плен и оставшегося жить в России.
В 1975 году, в возрасте 13 лет (т. е. на два года раньше положенного срока), Фон-дер-Флаасс был зачислен в ФМШ при НГУ. Активно участвовал в олимпиадах школьников по математике, будучи постоянным призёром Всесоюзных олимпиад, участвовал в составе сборной школьников СССР на XIX Международной математической олимпиаде в г. Белграде, где получил бронзовую медаль, будучи на 3—4 года младше своих соперников.
После окончания школы Фон-дер-Флаасс остался в Новосибирске, где учился, жил и работал почти всю жизнь. В возрасте 15 лет он поступил на механико-математический факультет НГУ. Учился на отлично, во время учёбы он был постоянным участником и победителем олимпиад, проводившихся в рамках Всесоюзных конференций «Студент и научно-технический прогресс».
Специализировался на кафедре алгебры и математической логики, где под научным руководством профессора В. Д. Мазурова занимался исследованием конечных групп. По этой же тематике он защитил диплом, поступил в аспирантуру НГУ и в 1986 году (в возрасте 23 лет) защитил кандидатскую диссертацию о максимальных подгруппах конечных простых групп. Результаты диссертации вызвали большой интерес у специалистов и явились существенным вкладом в работу по классификации конечных простых групп в то время. По словам его научного руководителя, уже при написании кандидатской диссертации была заметна явная склонность Фон-дер-Флаасса к красивым и хитрым комбинаторным конструкциям.
Фон-дер-Флаасс несколько лет преподавал в США и Великобритании, но затем вернулся в Россию, заявив, что единственное место, где он может чувствовать себя комфортно, — Новосибирский Академгородок.

### Научная работа
Фон-дер-Флаасс профессионально занимался комбинаторикой в качестве научного сотрудника Института математики Сибирского отделения Академии наук. Основные его интересы лежали в области теории графов и теории кодирования. За 25 лет работы им было напечатано немалое количество научных работ, причём за последние 10 лет его результаты четырежды входили в число важнейших в годовых отчётах института. В итоге Фон-дер-Флаасс стал известным в мире специалистом в своей области, хотя многогранность и разносторонность творческой натуры помешали ему оформить докторскую диссертацию по множеству уже опубликованных результатов. Лишь под многолетним давлением начальства и при технической поддержке коллег по институту он подготовил докторскую диссертацию «Алгебраический метод в комбинаторных задачах», которая с блеском прошла апробацию на всех уровнях и даже фигурировала в бюллетене ВАК, но в итоге так и не была защищена ввиду нежелания диссертанта потратить на неё ещё несколько дней.
Ещё в ходе обучения в аспирантуре Фон-дер-Флаасс не раз демонстрировал умение быстро и глубоко разбираться почти в любом вопросе из самых разных областей математики. Он являлся ходячей энциклопедией по всем вопросам алгебраической комбинаторики и теории графов, обладал острым «олимпиадным» умом и способностью читать любую математическую статью «по диагонали». Немалое внимание он уделял популяризации математики среди математиков и студентов, неоднократно выступая с лекциями на разные темы, читавшимися им в очень живой манере.
Уже будучи неизлечимо больным, Фон-дер-Флаасс по-прежнему активно интересовался наукой, за три последних месяца написав три статьи и задумав ещё одну, разыскивал, решал и обсуждал олимпиадные задачи, переписывался с коллегами, отыскивал в Интернете старые, но важные работы по теории групп, алгебре, комбинаторике, пытаясь постичь заложенную в них глубинную философию.
Дмитрий Германович Фон-дер-Флаасс скончался от рака пищевода 10 июня 2010 года.
В 2012 году был издан сборник воспоминаний о Д. Г. Фон-дер-Флаассе. Также планируется посмертная публикация его докторской диссертации.

## Олимпиадная и педагогическая деятельность
Наряду с успешной профессиональной работой в «большой математике» деятельность в сфере математических олимпиад школьников и студентов составляла значительную и неотъемлемую часть жизни Д. Г. Фон-дер-Флаасса. С середины 1980-х годов по 2009 год с некоторыми пропусками Фон-дер-Флаасс входил в состав Центральной предметной методической комиссии, жюри Всесоюзной, а позже Всероссийской олимпиады школьников по математике, а также тренерского совета сборной команды школьников России на Международной олимпиаде. В течение нескольких лет он был также тренером сборных школьников Великобритании, Казахстана и Якутии, везде добиваясь заметных успехов.
Педагогические таланты Фон-дер-Флаасса проявлялись в работе с одарёнными детьми, и эту работу он делал очень качественно и живо, не погружаясь в обычную рутину. Математику он представлял ученикам как набор красивых и весьма общих идей, воплощённых самыми разными способами, а затем учил всё это распознавать и использовать, не предлагая для решения задач никаких готовых рецептов.
Во Всероссийском жюри его специальностью, как и в профессиональной математике, была комбинаторика. В проверке решений комбинаторных задач высокого уровня, осложняющейся отсутствием опорных формул и перенесением акцента на путаные рассуждения, ярче всего проявлялся особый талант Фон-дер-Флаасса. Получив на руки подобную работу участника, он всегда с интересом и вниманием целиком погружался в это захватывающее чтение, чтобы потом либо радостно сказать: «Молодец, решение — смотрите!», либо молча указать на «прокол» в рассуждениях. Хорошим решениям трудных задач он всегда радовался, как своим собственным, и нередко обсуждал их с коллегами. Часто после его комментариев типа: «Ну, это понятно! Вот эти два фрагмента переставим местами, это читать не будем, а тут исправим две буквы и всё!» — совершенно тёмный и нечитаемый текст работы приобретал ясность и стройность. Фон-дер-Флаасса обычно направляли на самый трудный участок проверки, и его суждение о той или иной работе никогда не подвергалось сомнению. Для любого жюри было радостью услышать, что на олимпиаду приедет Фон-дер-Флаасс.
Фон-дер-Флаасс также участвовал в работе Методической комиссии по составлению задач для математических олимпиад. Многие олимпиадные задачи Фон-дер-Флаасса проистекали из его профессиональной деятельности или были связаны с ней, но всегда это были очень качественные и интересные задачи, как правило, одни из самых сложных на олимпиадах.
Доведение научных результатов до формы, понятной и доступной даже школьникам, привлекало Фон-дер-Флаасса в наибольшей степени. На этой ноте он и завершил свою деятельность, получив новый научный результат и придумав из него красивую задачу, ставшую самой сложной задачей финала Всероссийской олимпиады школьников 2010 году.

## Некоторые публикации
- P. Erdos, D. G. Fon-Der-Flaass, A. V. Kostochka, Zs. Tuza. Small transversals in uniform hypergraphs (неопр.) // Siberian Adv. Math.. — 1992. — Т. 2. — С. 82—88.
- М. Алексеев, Д. Барский, А. Воробей, Г. Мерзон, Ю. Прокопчук, Д. Фон-Дер-Флаасс. Об одной задаче последовательного декодирования // Материалы XV Международной школы-семинара «Синтез и сложность управляющих систем». — 2004. — С. 5—8.
- Д. Г. Фон-дер-Флаасс. Extending pairings to Hamiltonian cycles // Сибирские электронные математические известия. — 2010. — Т. 7. — С. 115—118.
- Д. Г. Фон-дер-Флаасс. Теоремы софиста Горгия и современная математика // Квант. — 2010. — № 5.
- Публикации Д. Г. Фон-дер-Флааса на сайте Mathnet.ru
- Олимпиадные задачи Д. Г. Фон-дер-Флааса на сайте Problems.ru